# Società Sportiva Calcio Palermo 1970-1971
Questa voce raccoglie le informazioni riguardanti la Società Sportiva Calcio Palermo nelle competizioni ufficiali della stagione 1970-1971.

## Stagione
Tornato in Serie B, il Palermo si classifica al 13º posto. In Coppa Italia perde tutte le tre partite della prima fase.
Benigno De Grandi subentra a Carmelo Di Bella dopo la sconfitta per 1-0 contro la Reggina, causa dimissioni del secondo citato; la squadra si trovava al penultimo posto.

## Rosa
| N. |                   | Ruolo | Calciatore         |
| -- | ----------------- | ----- | ------------------ |
|    | Italia (bandiera) | P     | Sergio Girardi     |
|    | Italia (bandiera) | P     | Giovanni Ferretti  |
|    | Italia (bandiera) | P     | Angelo Bellavia    |
|    | Italia (bandiera) | D     | Spartaco Landini   |
|    | Italia (bandiera) | D     | Luigi Pasetti      |
|    | Italia (bandiera) | D     | Franco Landri      |
|    | Italia (bandiera) | D     | Giorgio Costantini |
|    | Italia (bandiera) | D     | Ido Sgrazzutti     |
|    | Italia (bandiera) | D     | Ivan Bertuolo      |
|    | Italia (bandiera) | D     | Antonio De Bellis  |
|    | Italia (bandiera) | C     | Edoardo Reja       |
|    | Italia (bandiera) | C     | Ignazio Arcoleo    |

| N. |                   | Ruolo | Calciatore         |
| -- | ----------------- | ----- | ------------------ |
|    | Italia (bandiera) | C     | Sandro Vanello     |
|    | Italia (bandiera) | C     | Gilbert Perrucconi |
|    | Italia (bandiera) | C     | Carlo Lancini      |
|    | Italia (bandiera) | C     | Graziano Landoni   |
|    | Italia (bandiera) | C     | Alfredo Alario     |
|    | Italia (bandiera) | C     | Domenico Di Matteo |
|    | Italia (bandiera) | C     | Alberto Arbitrio   |
|    | Italia (bandiera) | A     | Sergio Pellizzaro  |
|    | Italia (bandiera) | A     | Silvino Bercellino |
|    | Italia (bandiera) | A     | Gaetano Troja      |
|    | Italia (bandiera) | A     | Enzo Ferrari       |
|    | Italia (bandiera) | A     | Luigi Rotondi      |

Altri giocatori: Luciano Savian, Andrea Agliuzza, Modica

## Risultati

### Serie B

#### Girone di andata
| 20 settembre 1970 1ª giornata | Massese | 1 – 1 | Palermo |  |

| 27 settembre 1970 2ª giornata | Palermo | 1 – 1 | Monza |  |

| 4 ottobre 1970 3ª giornata | Brescia | 1 – 0 | Palermo |  |

| 11 ottobre 1970 4ª giornata | Palermo | 0 – 0 | Ternana |  |

| 18 ottobre 1970 5ª giornata | Casertana | 3 – 1 | Palermo |  |

| 25 ottobre 1970 6ª giornata | Palermo | 1 – 1 | Livorno |  |

| 1º novembre 1970 7ª giornata | Catanzaro | 3 – 0 | Palermo |  |

| 8 novembre 1970 8ª giornata | Palermo | 0 – 1 | Modena |  |

| 15 novembre 1970 9ª giornata | Mantova | 1 – 1 | Palermo |  |

| 22 novembre 1970 10ª giornata | Palermo | 4 – 0 | Bari |  |

| 29 novembre 1970 11ª giornata | Palermo | 1 – 1 | Pisa |  |

| 6 dicembre 1970 12ª giornata | Atalanta | 1 – 1 | Palermo |  |

| 13 dicembre 1970 13ª giornata | Como | 0 – 0 | Palermo |  |

| 20 dicembre 1970 14ª giornata | Palermo | 0 – 0 | Novara |  |

| 27 dicembre 1970 15ª giornata | Cesena | 1 – 0 | Palermo |  |

| 3 gennaio 1971 16ª giornata | Palermo | 1 – 0 | Arezzo |  |

| 10 gennaio 1971 17ª giornata | Perugia | 2 – 0 | Palermo |  |

| 17 gennaio 1971 18ª giornata | Palermo | 0 – 1 | Reggina |  |

| 24 gennaio 1971 19ª giornata | Taranto | 1 – 2 | Palermo |  |

#### Girone di ritorno
| 7 febbraio 1971 20ª giornata | Palermo | 3 – 1 | Massese |  |

| 14 febbraio 1971 21ª giornata | Monza | 0 – 2 | Palermo |  |

| 21 febbraio 1971 22ª giornata | Palermo | 1 – 1 | Brescia |  |

| 28 febbraio 1971 23ª giornata | Ternana | 0 – 0 | Palermo |  |

| 7 marzo 1971 24ª giornata | Palermo | 0 – 0 | Casertana |  |

| 14 marzo 1971 25ª giornata | Livorno | 0 – 0 | Palermo |  |

| 21 marzo 1971 26ª giornata | Palermo | 1 – 1 | Catanzaro |  |

| 28 marzo 1971 27ª giornata | Modena | 1 – 1 | Palermo |  |

| 4 aprile 1971 28ª giornata | Palermo | 0 – 0 | Mantova |  |

| 11 aprile 1971 29ª giornata | Bari | 2 – 0 | Palermo |  |

| 18 aprile 1971 30ª giornata | Pisa | 1 – 1 | Palermo |  |

| 25 aprile 1971 31ª giornata | Palermo | 2 – 0 | Atalanta |  |

| 2 maggio 1971 32ª giornata | Palermo | 4 – 1 | Como |  |

| 9 maggio 1971 33ª giornata | Novara | 1 – 1 | Palermo |  |

| 16 maggio 1971 34ª giornata | Palermo | 1 – 1 | Cesena |  |

| 23 maggio 1971 35ª giornata | Arezzo | 0 – 0 | Palermo |  |

| 30 maggio 1971 36ª giornata | Palermo | 1 – 0 | Perugia |  |

| 6 giugno 1971 37ª giornata | Reggina | 3 – 0 | Palermo |  |

| 13 giugno 1971 38ª giornata | Palermo | 1 – 1 | Taranto |  |

### Coppa Italia
| Palermo 30 agosto 1970, ore Prima fase - 1ª giornata | Palermo | 1 – 2 | Lazio |  |

| Catanzaro 6 settembre 1970, ore Prima fase - 2ª giornata | Catanzaro | 2 – 0 | Palermo |  |

| Palermo 12 settembre 1970, ore Prima fase - 3ª giornata | Palermo | 0 – 1 | Roma |  |

## Statistiche

### Statistiche di squadra
| Competizione | Punti | In casa | In casa | In casa | In casa | In casa | In casa | In trasferta | In trasferta | In trasferta | In trasferta | In trasferta | In trasferta | Totale | Totale | Totale | Totale | Totale | Totale | DR |
| Competizione | Punti | G       | V       | N       | P       | Gf      | Gs      | G            | V            | N            | P            | Gf           | Gs           | G      | V      | N      | P      | Gf     | Gs     | DR |
| ------------ | ----- | ------- | ------- | ------- | ------- | ------- | ------- | ------------ | ------------ | ------------ | ------------ | ------------ | ------------ | ------ | ------ | ------ | ------ | ------ | ------ | -- |
| Serie B      | 37    | 19      | 6       | 11      | 2       | 22      | 11      | 19           | 2            | 10           | 7            | 11           | 22           | 38     | 8      | 21     | 9      | 33     | 33     | 0  |
| Coppa Italia | 0     | 2       | 0       | 0       | 2       | 1       | 3       | 1            | 0            | 0            | 1            | 0            | 2            | 3      | 0      | 0      | 3      | 1      | 5      | -4 |
| Totale       |       | 21      | 6       | 11      | 4       | 23      | 14      | 20           | 2            | 10           | 8            | 11           | 24           | 41     | 8      | 21     | 12     | 34     | 38     | -4 |

### Statistiche dei giocatori
| Giocatore     | Serie B  | Serie B | Coppa Italia | Coppa Italia | Totale   | Totale |
| Giocatore     | Presenze | Reti    | Presenze     | Reti         | Presenze | Reti   |
| ------------- | -------- | ------- | ------------ | ------------ | -------- | ------ |
| A. Agliuzza   | 1        | 0       | -            | -            | 1        | 0      |
| A. Alario     | 3        | 0       | 3            | 0            | 6        | 0      |
| A. Arbitrio   | 5        | 0       | -            | -            | 5        | 0      |
| I. Arcoleo    | 32       | 1       | -            | -            | 32       | 1      |
| A. Bellavia   | 3        | -3      | -            | -            | 3        | -3     |
| S. Bercellino | 21       | 7       | 2            | 0            | 23       | 7      |
| I. Bertuolo   | 28       | 0       | 3            | 0            | 31       | 0      |
| G. Costantini | 14       | 0       | 1            | 0            | 15       | 0      |
| A. De Bellis  | 9        | 0       | 2            | 0            | 11       | 0      |
| E. Ferrari    | 26       | 2       | 3            | 0            | 29       | 2      |
| G. Ferretti   | 14       | -10     | 1            | -1           | 15       | -11    |
| S. Girardi    | 26       | -20     | 2            | -4           | 28       | -24    |
| C. Lancini    | 19       | 3       | 3            | 0            | 22       | 3      |
| S. Landini    | 29       | 0       | -            | -            | 29       | 0      |
| G. Landoni    | 16       | 0       | 3            | 1            | 19       | 1      |
| F. Landri     | 32       | 0       | -            | -            | 32       | 0      |
| L. Pasetti    | 23       | 1       | 3            | 0            | 26       | 1      |
| S. Pellizzaro | 29       | 7       | -            | -            | 29       | 7      |
| G. Perrucconi | 22       | 1       | 2            | 0            | 24       | 1      |
| E. Reja       | 33       | 1       | 1            | 0            | 34       | 1      |
| L. Rotondi    | 1        | 0       | -            | -            | 1        | 0      |
| L. Savian     | 3        | 0       | -            | -            | 3        | 0      |
| I. Sgrazzutti | 19       | 0       | 3            | 0            | 22       | 0      |
| G. Troja      | 17       | 7       | 3            | 0            | 20       | 7      |
| S. Vanello    | 24       | 2       | 3            | 0            | 27       | 2      |